# George F. Kennan
George Frost Kennan (n. 16 februarie 1904 – d. 17 martie 2005) a fost un consilier, diplomat, specialist în științe politice și istoric, cunoscut ca „părintele politicii de stăvilire” și o figură cheie în apariția Războiului Rece. Mai târziu el a scris studii despre relația dintre URSS și forțele occidentale.
În ultimii ani ai anilor 40 scrierile sale au inspirat Doctrina Truman și politica externă a SUA privind „stăvilirea” avansului comunist, asigurându-i rol pe toată viața sa ca autoritate conducătoare în privința Războiului Rece.  Telegrama Lungă  scrisă de el în 1946, când se afla la Moscova și articolul care a urmat, "Sursele conducerii sovietice" evidențiau faptul că regimul sovietic era un regim expansionist și influența sa trebuie „stăvilită” de SUA în zonele de importanță strategică vitală. Aceste texte au devenit rapid textele fundamentale ale Războiului Rece, exprimând noua politică antisovietică a administrației Truman. Kennan a jucat rol conducător și în definitivarea programelor de pe timpul Războiului Rece, dintre care cel mai notabil este Planul Marshall.

## Perioada Războiului Rece

#### Articolul X
Spre deosebire de Telegrama Lungă, acest articol foarte bine temporizat a apărut în iulie 1947 sub pseudonimul "X" , intitulat "Sursele comportării sovietice" nu începe prin sublinierea "tradiționalei și instinctivei sentiment de insecuritate rusești", ci în schimb afirmă că politica lui Stalin a fost modelată de combinația ideologiei marxist-leniniste care îndemna ca revoluția comunistă să învingă capitalismul în afara URSS și hotărârea lui Stalin să folosească noțiunea de "încercuire capitalistă" ca paravan pentru legitimizarea înregimentării societății sovietice pentru a-și consolida puterea politică.

#### Influența lui Kennan sub Marshall

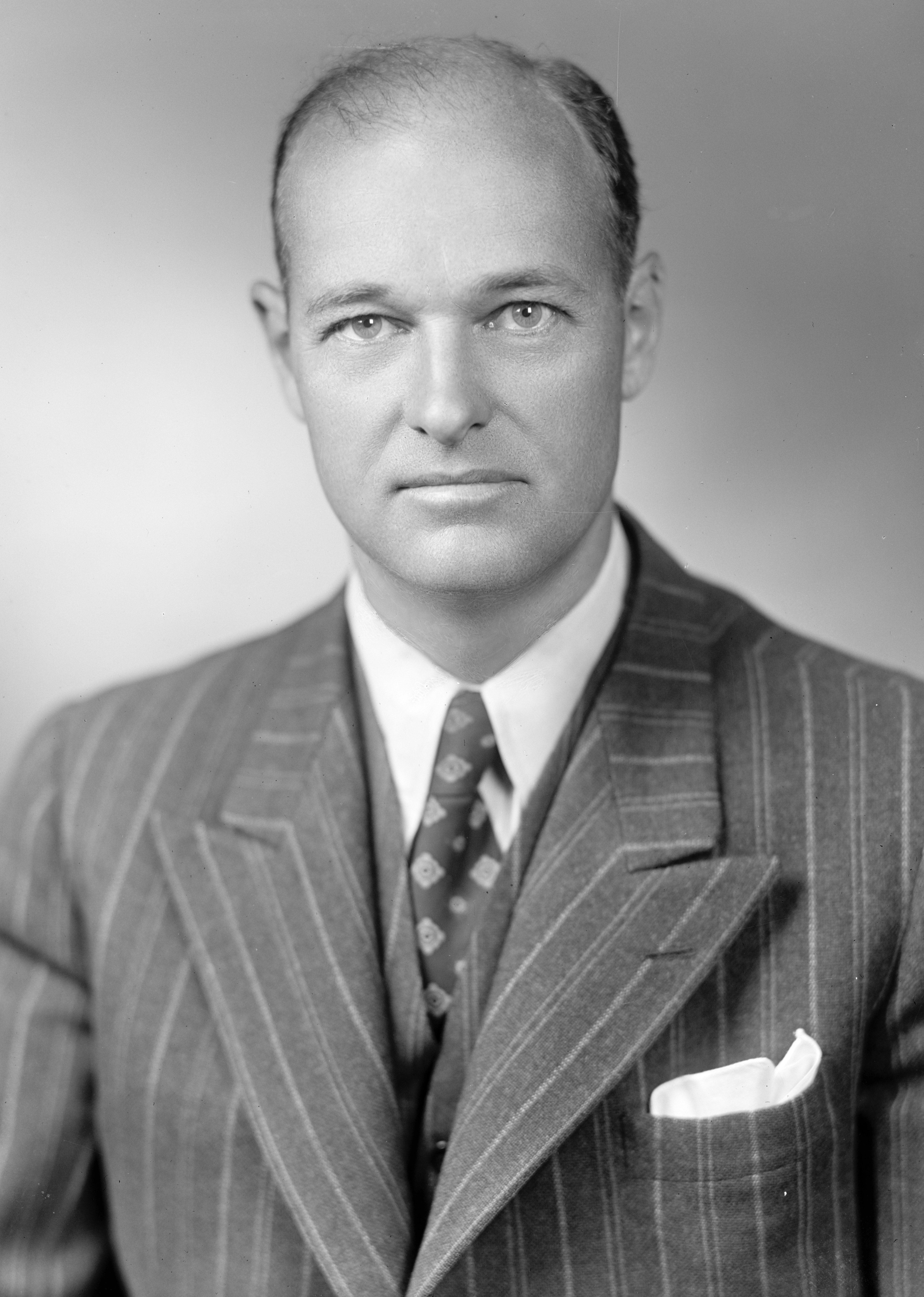
Kennan în 1947

Din aprilie 1947 până în decembrie 1948, în perioada când George Marshall era secretar de stat, Kennan s-a bucurat de cea mai mare influență din toată cariera sa. Marshall și-a apreciat sensul strategic, fiind  determinat să creeze și să direcționeze ceea ce este acum numit Grupul de Planificare a Politicilor. Kennan a devenit primul Director al Planificării Politicilor. Marshall s-a bazat foarte mult pe el pentru a pregăti recomandările politice. Kennan a avut un rol central în elaborarea Planului Marshall.
Deși Kennan consideră Uniunea Sovietică prea slabă pentru a risca războiul, el a considerat totuși un inamic capabil să se extindă în Europa de Vest prin subversiune, având în vedere sprijinul popular al partidelor comuniste din Europa de Vest, care a rămas demoralizat de devastarea celui de-al doilea război mondial . Pentru a contracara această potențială sursă de influență sovietică, soluția lui Kennan a fost aceea de a îndruma ajutoarele economice și ajutorul politic ascuns în Japonia și Europa de Vest pentru a revigora guvernele occidentale și a ajuta capitalismul internațional; prin aceasta, Statele Unite ar ajuta la reconstruirea echilibrului puterii. În iunie 1948, Kennan a propus asistență ascunsă partidelor de stânga care nu erau orientate spre Moscova și către sindicatele din Europa de Vest pentru a institui o ruptură între Moscova și mișcările muncitorești din Europa de Vest.
Pe măsură ce Statele Unite inițiază Planul Marshall, Kennan și administrația Truman speră că respingerea de către Uniunea Sovietică a ajutorului Marshall va întări relațiile cu aliații comunisti din Europa de Est. Kennan a inițiat o serie de eforturi pentru a exploata schisma dintre sovietici și Iugoslavia lui Iosip Broz Tito. Kennan a propus efectuarea unor acțiuni ascunse în Balcani pentru a diminua și mai mult influența Moscovei.
Noua politică antisovietică a administrației a devenit evidentă și atunci când, la sugestia lui Kennan, SUA și-a schimbat ostilitatea față de regimul anticomunist al lui Francisco Franco din Spania, pentru a asigura influența SUA în Marea Mediterană. Kennan observase în 1947 că Doctrina Truman a implicat o nouă considerație a lui Franco. Sugestia sa a ajutat în curând la o nouă fază a relațiilor dintre SUA și Spania, încheiată cu cooperarea militară după 1950.
În afară de rezolvarea "problemei germane", Kennan a susținut că "programul A", prin aranjarea ca forțele Armatei Roșii rămase în Germania să fie furnizate pe cale maritimă, să elimine principiul pretextului sovietic pentru ocuparea Poloniei și să se asigure că o Germanie reunificată va deveni " a treia forță "în războiul rece nu a fost aliniată nici cu Moscova, nici cu Washingtonul [50]. Kennan a susținut că o "a treia forță" germană în Războiul Rece nu ar reprezenta un pericol pentru Statele Unite, în timp ce privarea Uniunii Sovietice de reparații din Germania și ar fi mai destabilizatoare în Europa de Est decât în Europa de Vest.

#### Neînțelegerile dintre Kennan și Acheson
Influența lui Kennan a scăzut rapid când Dean Acheson a devenit secretar de stat, reușind să-l bată pe George Marshall în 1949 și 1950. Acheson nu a considerat "amenințarea" sovietică mai degrabă politică și a văzut blocada de la Berlin începând cu iunie 1948, primul test sovietic al unei arme nucleare în august 1949, revoluția comunistă în China o lună mai târziu, și începutul Război coreean în iunie 1950 ca dovadă. Truman și Acheson au decis să delimiteze sfera de influență occidentală și să creeze un sistem de alianțe. Kennan a susținut într-o lucrare că Asia continentală este exclusă din politicile de "restrângere", scriind că Statele Unite au fost "mult supraexpuse în întreaga lor gândire despre ceea ce putem realiza și ar trebui să încercăm să realizăm" în Asia. În schimb, el a susținut că Japonia și Filipine ar trebui să servească drept "piatra de temelie a unui sistem de securitate din Pacific".

#### Ambasador în URSS
În decembrie 1951, președintele Truman la desemnat pe Kennan să fie următorul ambasador al Statelor Unite la URSS. Numirea sa a fost susținută de Senat.
În multe privințe (spre consternarea lui Kennan), prioritățile administrației au subliniat crearea mai multor alianțe împotriva sovieticilor decât negocierea unor diferențe cu ei. În memoriile sale, Kennan a reamintit: "În măsura în care am văzut, ne așteptam să ne atingem obiectivele ... fără să facem concesii, totuși, numai dacă am fi cu adevărat atotputernici și am putea spera să scăpăm Cu acesta.' Am foarte multă îndoială că așa a fost cazul."
La Moscova, Kennan a descoperit atmosfera și mai mult decât în călătoriile sale anterioare, cu polițiștii care îl urmau peste tot, descurajând contactul cu cetățenii sovietici. La vremea aceea, propaganda sovietică a acuzat SUA de pregătirea pentru război, pe care Kennan nu lea respins. "Am început să mă întreb dacă ... nu am contribuit ... prin supramilitarizarea politicilor și declarațiilor noastre ... la o credință în Moscova că este un război pe care îl urmam, ca ne-am stabilit pentru inevitabilitatea sa, ca era doar o chestiune de timp înainte să o dezlănțuim."
În septembrie 1952, Kennan a făcut o declarație care ia costat ambasadorul. Într-un răspuns la o întrebare la o conferință de presă, Kennan a comparat condițiile sale la reședința ambasadorului de la Moscova cu cei pe care îi întâlnea în timpul internării la Berlin în primele câteva luni ale celui de-al doilea război mondial. În timp ce declarația sa nu era nefondată, sovieticii o interpretau ca pe o analogie implicită cu Germania nazistă. Sovieticii l-au declarat pe Kennan persona non grata și au refuzat să-i permită să reintre în URSS. Kennan a recunoscut retrospectiv că a fost un "lucru nebunesc pentru mine".

#### Kennan și administrația Eisenhower
Împrumutând prestigiul său în poziția lui Kennan, președintele și-a semnalat în mod tacit intenția de a formula strategia administrației sale în cadrul predecesorului său, în ciuda înțelegerilor unora din cadrul Partidului Republican. Diferența critică dintre politicile de izolare de la Truman și Eisenhower a avut legătură cu preocupările lui Eisenhower potrivit cărora Statele Unite nu își puteau permite în mod nedeterminat mari cheltuieli militare. Prin urmare, noul președinte a căutat să reducă la minimum costurile, nu acționând ori de câte ori s-a acționat sovieticii (strategie menită să evite riscul), ci mai degrabă ori de câte ori Statele Unite și-ar putea permite să acționeze.
În 1954, Kennan este prezentat ca martor pentru Robert Oppenheimer în timpul eforturilor guvernului de a revoca autorizația de securitate. În ciuda plecării sale din serviciul guvernamental, Kennan era încă consultat de oficialii administrației Eisenhower. Când CIA a obținut transcrierea „Discursului secret” al lui Hrușciov care a atacat Stalin în mai 1956, Kennan a fost unul dintre primii oameni cărora li s-a arătat textul „Discursului secret”.

#### Ambasador în Iugoslavia
Deși Kennan nu a fost considerat consilier a lui Kennedy, președintele însuși i-a oferit lui Kennan alegerea ambasadorului fie în Polonia, fie în Iugoslavia. Kennan era mai interesat de Iugoslavia, așa că a acceptat oferta lui Kennedy și și-a început slujba în Iugoslavia în mai 1961.
Kennan a primit sarcina de a încerca să consolideze politica Iugoslaviei împotriva sovieticilor și de a încuraja alte state din blocul estic să urmărească autonomia sovieticilor.
Lui Kennan i-a fost greu să-și îndeplinească meseria la Belgrad. Președintele Josip Broz Tito și ministrul său de externe, Koča Popović, au început să suspecteze că Kennedy incearcă să adopte o politică anti-iugoslavă în timpul mandatului său. De asemenea, Tito credea că CIA și Pentagonul erau adevărații directori ai politicii externe americane. Kennan a încercat să restabilească încrederea lui Tito în stabilirea politicii externe americane, dar eforturile sale au fost compromise de o pereche de gafe diplomatice, Invazia din Golful Porcilor și Incidentul cu avionul de spionaj american U-2 din 1960.
Relațiile dintre Iugoslavia și Statele Unite au început rapid să se înrăutățească. În septembrie 1961, Tito a ținut o conferință a națiunilor nealiniate, unde a susținut discursuri pe care guvernul american le-a interpretat ca fiind pro-sovietic. Potrivit istoricului David Mayers, Kennan a susținut că politica pro-sovietică percepută de Tito a fost, de fapt, o înțelegere pentru a „sprijini poziția lui Hrușciov în cadrul Politburo-ului împotriva liniilor de luptă opuse îmbunătățirii relațiilor cu Occidentul și împotriva Chinei“.

## Perioada academică
În 1957, Kennan a fost invitat de BBC pentru a susține anual Reith Lectures, o serie de șase prelegeri radiofonice, intitulate Rusia, Atomul și Occidentul. Acestea au acoperit istoria, efectul și consecințele posibile ale relațiilor dintre Rusia și Occident. 
După încheierea scurtei sale posturi de ambasador în Iugoslavia în 1963, Kennan și-a petrecut restul vieții în academie, devenind un critic realist major al politicii externe a SUA. După ce a petrecut 18 luni ca bursier la Institute for Advanced Study între 1950 și 1952, Kennan s-a înscris la facultatea Studii Istorice a Institutului în 1956. În timpul carierei sale, Kennan a scris șaptesprezece cărți și articole despre relațiile internaționale. A câștigat Premiul Pulitzer pentru istorie, Premiul Național pentru Cartea Neficțiune, Premiul Bancroft și Premiul Francis Parkman pentru Rusia Părăsește Războiul, publicat în 1956.
Lucrările sale istorice corespunzător reprezintă un raport de șase volume al relațiilor dintre Rusia și Occident din 1875; El a fost preocupat în principal de:
- Nebunia primului război mondial ca alegere a politicii; el susține că costurile războiului modern, directe și indirecte, au depășit în mod previzibil avantajele eliminării Hohenzollerns.
- Eficiența diplomației de la summit, cu Conferința de la Versailles ca un caz de tip. Liderii naționali au prea multe de făcut pentru a acorda oricărei probleme atenția constantă și flexibilă necesară pentru problemele diplomatice.
- Intervenția Aliaților în Rusia în 1918-1919. Era indignat de relatările sovietice ale unei vaste conspirații capitaliste împotriva primului stat muncitor din lume, unele dintre ele nici măcar nu menționează Primul Război Mondial; era la fel de indignat de decizia de a interveni la fel de costisitor și de dăunător. El susține că intervențiile, trezind naționalismul rusesc, ar fi putut asigura supraviețuirea statului bolșevic.

## Publicații ale lui Kennan
- "X" (iulie 1947), „s:The Sources of Soviet Conduct”, Foreign Affairs, 25 (4): 566–582, doi:10.2307/20030065, ISSN 0015-7120, JSTOR 20030065
- Kennan, George F. (1951), American Diplomacy, 1900–1950, Chicago: University of Chicago Press, OCLC 466719
- Kennan, George F. (1954), Realities of American Foreign Policy, Princeton: Princeton University Press, OCLC 475829
- Kennan, George F. (1956), Russia Leaves the War, Princeton: Princeton University Press, OCLC 1106320
- Kennan, George F. (1956), "The Sisson Documents," Journal of Modern History v. 28 (June, 1956), 130-54
- Kennan, George F. (1958), The Decision to Intervene, Princeton: Princeton University Press, OCLC 1106303
- Kennan, George F. (1958), Russia, the Atom, and the West, New York: HarperCollins, OCLC 394718
- Kennan, George F. (1961), Russia and the West under Lenin and Stalin, Boston: Little, Brown and Company, OCLC 253164
- Kennan, George F. (1967), Memoirs: 1925–1950, Boston: Little, Brown and Company, OCLC 484922.
- Kennan, George F. (1968), From Prague after Munich: Diplomatic Papers, 1938–1940, Princeton: Princeton University Press, ISBN 0-691-05620-X
- Kennan, George F. (1971), The Marquis de Custine and his "Russia in 1839", Princeton: Princeton University Press, ISBN 0-691-05187-9
- Kennan, George F. (1972), Memoirs: 1950–1963, Boston: Little, Brown and Company, OCLC 4047526.
- Kennan, George F. (1978), The Cloud of Danger: Current Realities of American Foreign Policy, London: Hutchinson (publisher), ISBN 0-09-132140-9
- Kennan, George F. (1979), The Decline of Bismarck's European Order: Franco-Russian Relations, 1875–1890, Princeton: Princeton University Press, ISBN 0-691-05282-4
- Kennan, George F. (1982), The Nuclear Delusion: Soviet-American Relations in the Atomic Age, New York: Pantheon Books, ISBN 0-394-52946-4
- Kennan, George F. (1984), The Fateful Alliance: France, Russia, and the Coming of the First World War, New York: Pantheon Books, ISBN 0-394-53494-8
- Kennan, George F. (1989), Sketches from a Life, New York: Pantheon Books, ISBN 0-394-57504-0
- Kennan, George F. (1993), Around the Cragged Hill: A Personal and Political Philosophy, New York: W. W. Norton & Company, ISBN 0-393-31145-7
- Kennan, George F. (1996), At a Century's Ending: Reflections 1982–1995, New York: W. W. Norton & Company, ISBN 0-393-31609-2
- Kennan, George F. (2000), An American Family: The Kennans, the First Three Generations, New York: W. W. Norton & Company, ISBN 0-393-05034-3